# Liquidum non frangit jejunum

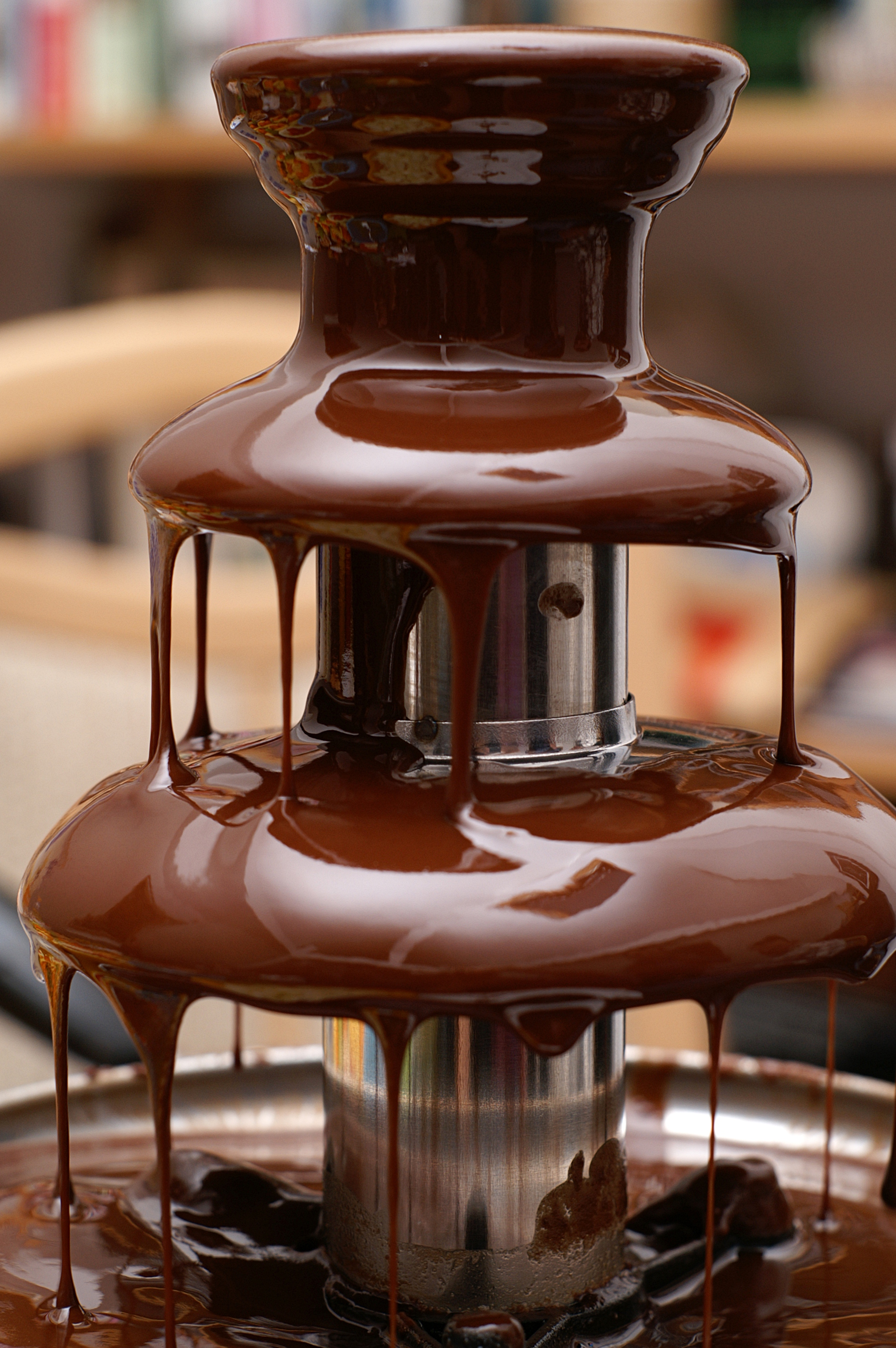
Fuente de chocolate haciendo fluir su contenido.

Liquidum non frangit jejunum (en latín, el líquido no infringe el ayuno)  fue una sentencia del cardenal Francisco Maria Brancaccio que acabó determinando que los alimentos líquidos no rompen el ayuno. La sentencia cerró un debate entre los teólogos del siglo XVII que afirmaban que la ingesta de chocolate y azúcares perfumados rompían los ayunos, mientras que otros afirmaban lo contrario. Esta sentencia se aplicó igualmente al café. 

## Historia
Algunos autores mencionaban que la ingesta de chocolate por parte de los eclesiásticos antes de celebrar la misa era un acto de infringir el ayuno eucarístico. Este debate hizo que abrieran pesquisas para determinar que el chocolate es un alimento sólido entonces se debe entender que viola el ayuno y no debería ser tomado durante los periodos de ayuno y abstinencia. La cuestión del chocolate tuvo un fuerte debate hasta la determinación papal.